# Yassine Benzia
Yassine Benzia (Saint-Aubin-lès-Elbeuf, 8 settembre 1994) è un calciatore algerino con cittadinanza francese, attaccante dell'Al-Fayha e della nazionale algerina.

## Biografia
Nasce l'8 settembre 1994 a Saint-Aubin-lès-Elbeuf, inizia a giocare a calcio a 6 anni nella squadra della sua città prima di approdare nelle giovanili del Lione, all'età di 17 anni veniva considerato l'erede di Karim Benzema.

## Caratteristiche tecniche
Prima o seconda punta, bravo tecnicamente può giocare anche come trequartista o ala, è dotato di buon dribbling e agilità.

## Carriera

### Club

#### Olympique Lione
Aggregato alla prima squadra del Lione nel 2012, debutta in Ligue 1 nell'ultima giornata del campionato 2011-2012, sostituendo all'87º minuto Briand nella gara persa in casa per 3-4 contro il Nizza. Nella stagione successiva fa il suo esordio nelle Coppe Europee, giocando in Europa League il 4 ottobre contro l'Ironi Kiryat Shmona, dove sostituisce, al 54º minuto, Grenier.

#### Lille
Il 31 agosto 2015 passa al Lille per 1 milione di euro.

#### Fenerbahce e Olympiacos
Dal 2018 viene girato in prestito prima ai turchi del Fenerbahce poi ai greci dell'Olympiacos, collezionando in totale 18 presenze e non segnando nessun gol.

#### Digione
Il 30 gennaio 2020 firma un contratto triennale con il Digione FCO fino al 2023.

### Nazionale
Ha militato in tutte le nazionali giovanili francesi, dall'Under-16 sino all'Under-21.
Nel marzo 2016 decide di rispondere alla convocazione della nazionale algerina suo paese d'origine. Debutta il 25 marzo nella partita contro l'Etiopia vinta per 7-1 dalle "volpi del deserto", entrando al minuto 78º al posto di Riyad Mahrez. Nel giugno seguente realizza una rete, nella vittoria esterna 2-0 contro le Seychelles.

## Statistiche

### Presenze e reti nei club
Statistiche aggiornate al 30 giugno 2025.
| Stagione        | Squadra         | Campionato      | Campionato | Campionato | Coppe nazionali | Coppe nazionali | Coppe nazionali | Coppe continentali | Coppe continentali | Coppe continentali | Altre coppe | Altre coppe | Altre coppe | Totale | Totale |
| Stagione        | Squadra         | Comp            | Pres       | Reti       | Comp            | Pres            | Reti            | Comp               | Pres               | Reti               | Comp        | Pres        | Reti        | Pres   | Reti   |
| --------------- | --------------- | --------------- | ---------- | ---------- | --------------- | --------------- | --------------- | ------------------ | ------------------ | ------------------ | ----------- | ----------- | ----------- | ------ | ------ |
| mag.2012        | O. Lione        | L1              | 1          | 0          | CF+CdL          | 0+0             | 0               | UCL                | 0                  | 0                  | -           | -           | -           | 1      | 0      |
| 2012-2013       | O. Lione        | L1              | 16         | 0          | CF+CdL          | 0+0             | 0               | UEL                | 3                  | 2                  | SF          | 1           | 0           | 20     | 2      |
| 2013-2014       | O. Lione        | L1              | 11         | 2          | CF+CdL          | 2+1             | 0               | UCL+UEL            | 3+2                | 0                  | -           | -           | -           | 19     | 2      |
| 2014-2015       | O. Lione        | L1              | 10         | 2          | CF+CdL          | 0+1             | 0               | UEL                | 2                  | 0                  | -           | -           | -           | 13     | 2      |
| 2015-2016       | O. Lione        | L1              | 0          | 0          | CF+CdL          | 0+0             | 0               | UCL                | 0                  | 0                  | SF          | 1           | 0           | 37     | 16     |
| Totale O. Lione | Totale O. Lione | Totale O. Lione | 38         | 4          |                 | 4               | 0               |                    | 10                 | 2                  |             | 2           | 0           | 54     | 6      |
| 2015-2016       | Lilla           | L1              | 25         | 5          | CF+CdL          | 1+3             | 0+1             | -                  | -                  | -                  | -           | -           | -           | 26     | 6      |
| 2016-2017       | Lilla           | L1              | 25         | 3          | CF+CdL          | 1+1             | 0               | UEL                | 2                  | 0                  | -           | -           | -           | 29     | 3      |
| 2017-2018       | Lilla           | L1              | 31         | 1          | CF+CdL          | 1+1             | 0+1             | -                  | -                  | -                  | -           | -           | -           | 33     | 2      |
| ago. 2018       | Lilla           | L1              | 2          | 0          | -               | -               | -               | -                  | -                  | -                  | -           | -           | -           | 2      | 0      |
| Totale Lilla    | Totale Lilla    | Totale Lilla    | 83         | 9          |                 | 8               | 2               |                    | 2                  | 0                  |             | -           | -           | 80     | 10     |
| ago. 2018-2019  | Fenerbahçe      | SL              | 13         | 0          | CT              | 4               | 0               | UEL                | 3                  | 0                  | -           | -           | -           | 20     | 0      |
| 2019-gen. 2020  | Olympiakos      | SL              | 5          | 0          | CG              | 1               | 0               | UCL                | 3                  | 0                  | -           | -           | -           | 9      | 0      |
| gen.-giu. 2020  | Digione         | L1              | 3          | 0          | CF+CdL          | 1+0             | 0               | -                  | -                  | -                  | -           | -           | -           | 4      | 0      |
| 2020-2021       | Digione         | L1              | 7          | 2          | CF              | 0               | 0               | -                  | -                  | -                  | -           | -           | -           | 7      | 2      |
| 2021-2022       | Digione         | L2              | 17         | 4          | CF              | 1               | 0               | -                  | -                  | -                  | -           | -           | -           | 18     | 4      |
| Totale Digione  | Totale Digione  | Totale Digione  | 27         | 6          |                 | 2               | 0               |                    | -                  | -                  |             | -           | -           | 29     | 6      |
| feb.-giu.2022   | Hatayspor       | SL              | 12         | 2          | CT              | 0               | 0               | -                  | -                  | -                  | -           | -           | -           | 12     | 2      |
| 2022-gen. 2023  | Digione         | L2              | 0          | 0          | CF              | 0               | 0               | -                  | -                  | -                  | -           | -           | -           | 0      | 0      |
| gen.-mag. 2023  | Qarabağ         | PL              | 3          | 0          | -               | -               | -               | UECL               | 2                  | 0                  | -           | -           | -           | 5      | 0      |
| 2023-2024       | Qarabağ         | PL              | 27         | 12         | CA              | 4               | 0               | UCL+UEL            | 4+14               | 1+3                | -           | -           | -           | 49     | 16     |
| 2024-2025       | Qarabağ         | PL              | 32         | 7          | CA              | 5               | 2               | UCL+UEL            | 6+7                | 3+0                | -           | -           | -           | 53     | 12     |
| Totale Qarabağ  | Totale Qarabağ  | Totale Qarabağ  | 62         | 19         |                 | 9               | 2               |                    | 31                 | 7                  |             | -           | -           | 102    | 28     |
| Totale carriera | Totale carriera | Totale carriera | 215        | 34         |                 | 24              | 3               |                    | 38                 | 6                  |             | 2           | 0           | 279    | 43     |

### Cronologia presenze e reti in nazionale
| Cronologia completa delle presenze e delle reti in nazionale ― Algeria | Cronologia completa delle presenze e delle reti in nazionale ― Algeria | Cronologia completa delle presenze e delle reti in nazionale ― Algeria | Cronologia completa delle presenze e delle reti in nazionale ― Algeria | Cronologia completa delle presenze e delle reti in nazionale ― Algeria | Cronologia completa delle presenze e delle reti in nazionale ― Algeria | Cronologia completa delle presenze e delle reti in nazionale ― Algeria | Cronologia completa delle presenze e delle reti in nazionale ― Algeria |
| Data                                                                   | Città                                                                  | In casa                                                                | Risultato                                                              | Ospiti                                                                 | Competizione                                                           | Reti                                                                   | Note                                                                   |
| ---------------------------------------------------------------------- | ---------------------------------------------------------------------- | ---------------------------------------------------------------------- | ---------------------------------------------------------------------- | ---------------------------------------------------------------------- | ---------------------------------------------------------------------- | ---------------------------------------------------------------------- | ---------------------------------------------------------------------- |
| 25-3-2016                                                              | Blida                                                                  | Algeria                                                                | 7 – 1                                                                  | Etiopia                                                                | Qual. Coppa d'Africa 2017                                              | -                                                                      | 78’                                                                    |
| 2-6-2016                                                               | Victoria                                                               | Seychelles                                                             | 0 – 2                                                                  | Algeria                                                                | Qual. Coppa d'Africa 2017                                              | 1                                                                      | 59’                                                                    |
| 12-10-2018                                                             | Blida                                                                  | Algeria                                                                | 2 – 0                                                                  | Benin                                                                  | Qual. Coppa d'Africa 2019                                              | -                                                                      | 74’                                                                    |
| 16-11-2018                                                             | Lomé                                                                   | Togo                                                                   | 1 – 4                                                                  | Algeria                                                                | Qual. Coppa d'Africa 2019                                              | -                                                                      | 70’                                                                    |
| 22-3-2024                                                              | Baraki                                                                 | Algeria                                                                | 3 – 2                                                                  | Bolivia                                                                | Amichevole                                                             | 1                                                                      | 46’                                                                    |
| 26-3-2024                                                              | Baraki                                                                 | Algeria                                                                | 3 – 3                                                                  | Sudafrica                                                              | Amichevole                                                             | 2                                                                      | 74’                                                                    |
| 6-6-2024                                                               | Baraki                                                                 | Algeria                                                                | 1 – 2                                                                  | Guinea                                                                 | Qual. Mondiali 2026                                                    | -                                                                      | 59’                                                                    |
| 10-6-2024                                                              | Kampala                                                                | Uganda                                                                 | 1 – 2                                                                  | Algeria                                                                | Qual. Mondiali 2026                                                    | -                                                                      | 69’                                                                    |
| 5-9-2024                                                               | Orano                                                                  | Algeria                                                                | 2 – 0                                                                  | Guinea Equatoriale                                                     | Qual. Coppa d'Africa 2025                                              | -                                                                      | 79’                                                                    |
| 10-9-2024                                                              | Monrovia                                                               | Liberia                                                                | 0 – 3                                                                  | Algeria                                                                | Qual. Coppa d'Africa 2025                                              | -                                                                      | 77’                                                                    |
| 14-10-2024                                                             | Lomé                                                                   | Togo                                                                   | 0 – 1                                                                  | Algeria                                                                | Qual. Coppa d'Africa 2025                                              | -                                                                      | 63’                                                                    |
| 14-11-2024                                                             | Malabo                                                                 | Guinea Equatoriale                                                     | 0 – 0                                                                  | Algeria                                                                | Qual. Coppa d'Africa 2025                                              | -                                                                      | 70’                                                                    |
| 17-11-2024                                                             | Tizi Ouzou                                                             | Algeria                                                                | 5 – 1                                                                  | Liberia                                                                | Qual. Coppa d'Africa 2025                                              | -                                                                      | 84’                                                                    |
| 21-3-2025                                                              | Francistown                                                            | Botswana                                                               | 1 – 3                                                                  | Algeria                                                                | Qual. Mondiali 2026                                                    | -                                                                      | 83’                                                                    |
| 10-6-2025                                                              | Solna                                                                  | Svezia                                                                 | 4 – 3                                                                  | Algeria                                                                | Amichevole                                                             | 1                                                                      | 60’                                                                    |
| Totale                                                                 |                                                                        | Presenze                                                               | 15                                                                     |                                                                        | Reti                                                                   | 5                                                                      |                                                                        |

## Palmarès

### Club

#### Competizioni nazionali
- Supercoppa francese: 1

Olympique Lione: 2012
- Campionato azero: 3

Qarabağ: 2022-2023, 2023-2024, 2024-2025